# مؤتمر لندن (1939)

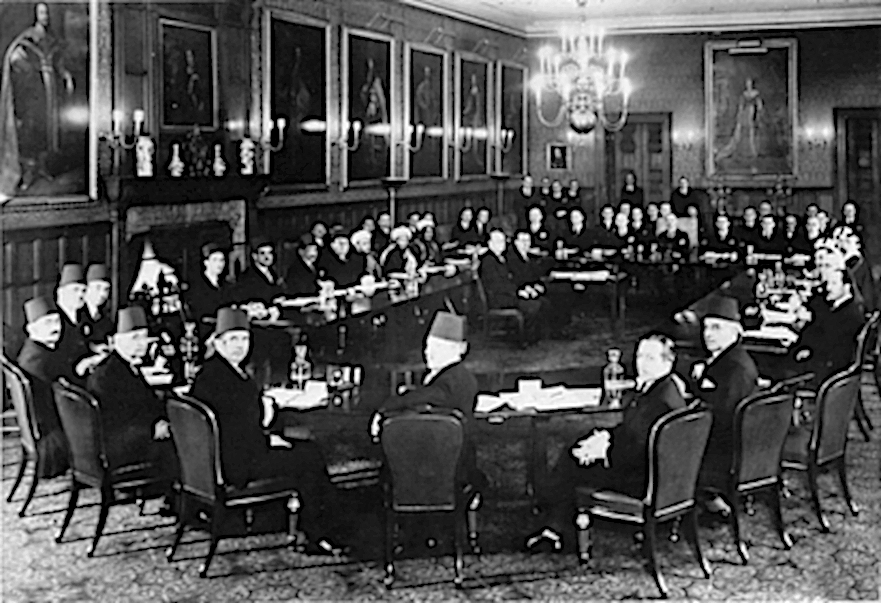
مؤتمر لندن، قصر سانت جيمس، فبراير 1939 المندوبون الفلسطينيون (الواجهة)، يسارا إلى اليمين : فؤاد سابا، ويعقوب الغصين، وموسى العلمي، وأمين التميمي، وجمال الحسيني، وعوني عبد الهادي، وجورج أنطونيوس، وألفرد روك. في مواجهة البريطانيين، مع رئاسة نيفيل تشامبرلين. إلى يمينه هو اللورد هاليفاكس، وإلى يساره، مالكوم ماكدونالد.

كان مؤتمر لندن (1939)، أو مؤتمر قصر سانت جيمس، الذي عقد في الفترة من 7 فبراير إلى 17 مارس 1939، قد دعت إليه الحكومة البريطانية للتخطيط لحكم فلسطين في المستقبل ووضع نهاية للانتداب. افتتح في 7 فبراير 1939 في قصر سانت جيمس، وبعدها قام وزير المستعمرات، مالكولم ماكدونالد، بعقد سلسلة من الاجتماعات المنفصلة مع وفد عربي ويهودي، لأن الوفد العربي رفض الجلوس في نفس الغرفة التي جلس فيها الوفد اليهودي. وعندما أعلن ماكدونالد لأول مرة المؤتمر المقترح، أوضح أنه إذا لم يتم التوصل إلى اتفاق، فإن الحكومة ستفرض حلا. وقد وصلت هذه العملية إلى نهايتها بعد خمسة أسابيع ونصف من إعلان بريطانيا عن مقترحات نشرت في وقت لاحق بوصفها الكتاب الأبيض لعام 1939.

## معلومات أساسية
في عام 1936 ذهب العرب في فلسطين لإضراب عام 1936. وخلال الاضراب، شكل القادة العرب الفلسطينيون اللجنة العربية العليا.
وفي أعقاب الإضراب، أنشأت الحكومة البريطانية لجنة بيل، التي يرأسها اللورد بيل، للتحقيق في أسباب الإضراب العام، وتقديم توصيات إلى الحكومة البريطانية، في ضوء الالتزامات الواردة في إعلان بلفور، بإنشاء دار وطنية لليهود في فلسطين. وخلصت اللجنة إلى أن الحل الوحيد هو تقسيم البلد إلى دولة يهودية ودولة عربية. وقد أقنع زعيما اليهود الرئيسيين، حاييم وايزمان وبن غوريون، المؤتمر الصهيوني بالموافقة على توصيات بيل الملتبسة كأساس لمزيد من المفاوضات.
فكرة التقسيم التي رفضها العرب وفي 1 أكتوبر 1937، ومع تجدد أعمال العنف في أعقاب نشر مقترحات لجنة بييل، حظرت اللجنة الوطنية العليا وجميع اللجان الوطنية. وهناك خمسة فلسطينيين بارزين، من بينهم ثلاثة أعضاء في اللجنة الوطنية العليا، حيث تم ترحيلهم إلى سيشيل. أما بقية أعضاء حزب المؤتمر الوطني لشمال قبرص فقد كانوا إما خارج البلد أو مثل الحاج أمين حسيني فقد اختبأ ثم إلى المنفى في القاهرة ودمشق وبيروت.
ففي صيف عام 1938، بلغ العنف المناهض للحكومة وبين الطوائف في فلسطين آفاقا جديدة. وكان المقاتلون العرب يسيطرون على مناطق واسعة من الريف وسيطروا على عدة مدن من بينها المدينة القديمة، القدس. وقد قام اليهود تحت الأرض بتفجير سلسلة من القنابل القاتلة في الأسواق العربية في جميع أنحاء البلاد، وقامت فرقة العمل الليلية الخاصة اليهودية بعملياتها الأولى. في الخريف، شنت السلطات البريطانية هجوما مضادا. وتم إرسال المزيد من القوات البريطانية وتم تطبيق الاحكام العرفية.
وفي عام 1938، تم إرسال لجنة ثانية إلى فلسطين لتقديم تقرير حول كيفية تنفيذ مقترحات التقسيم. وقد قاطعت هذه اللجنة، التي يرأسها السير جون وودورئيس، العرب الفلسطينيين الذين تم ترحيل قادتهم أو كانوا في المنفى والذين لا يرغبون في مناقشة تقسيم البلاد. نظرت لجنة وودي في ثلاث خطط مختلفة، كان أحدها مستندا إلى خطة بيل. وفي عام 1938، رفضت اللجنة خطة «بيل» على أساس أنه لا يمكن تنفيذها بدون نقل قسري جماعي للعرب (وهو خيار سبق أن حكمت الحكومة البريطانية باستبعاده). وبدلا من ذلك، أوصت اللجنة، بمعارضة بعض أعضائها، بوضع خطة من شأنها أن تترك الجليل تحت الولاية البريطانية، ولكنها أكدت على وجود مشاكل خطيرة معها تشمل عدم الاكتفاء الذاتي المالي للدولة العربية المقترحة. رافقت الحكومة البريطانية نشر تقرير Woodhead عن طريق بيان للسياسات يرفض التجزئة بأنه غير عملي بسبب «الصعوبات السياسية والإدارية والمالية».
بالتزامن مع نشر تقرير لجنة وودهد في 9 نوفمبر 1938، أصدرت بريطانيا بيانا أعربت فيه عن رغبتها في إنهاء الانتداب، وأنها سوف تستمر في حكم فلسطين إلى أن يتم إنشاء نظام جديد. ولهذا الغرض، دعا وزير المستعمرات مالكولم ماكدونالد وفدا عربيا ويهوديا إلى لندن لمناقشة الشكل الذي ينبغي أن يتم تشكيله من الحكومة. وخلص البيان إلى أنه إذا لم يتم التوصل إلى اتفاق مع الوفدين، فإن الحكومة ستطرح مقترحاتها الخاصة بها وتنفذها. كان من المقرر أن يضم الوفد العربي عرب فلسطينيين فضلا عن ممثلين من خمسة أنظمة موالية لبريطانيا وعربية. وقد تم اختيار الوفد اليهودي من قبل الوكالة اليهودية وضم اليهود من الشتات وكذلك الييشوف.
وبحلول شتاء عام 1938، كان التفكير البريطاني يهيمن عليه التوسع الإقليمي لألمانيا النازية. وفي حالة اندلاع حرب أوروبية، كان من الضروري أن تسيطر بريطانيا على مصر والعراق وفلسطين. وكان من المؤكد أن التنازلات ستمنح للعرب وأن الصهاينة سيخيب أملهم.

## الاعداد للمؤتمر

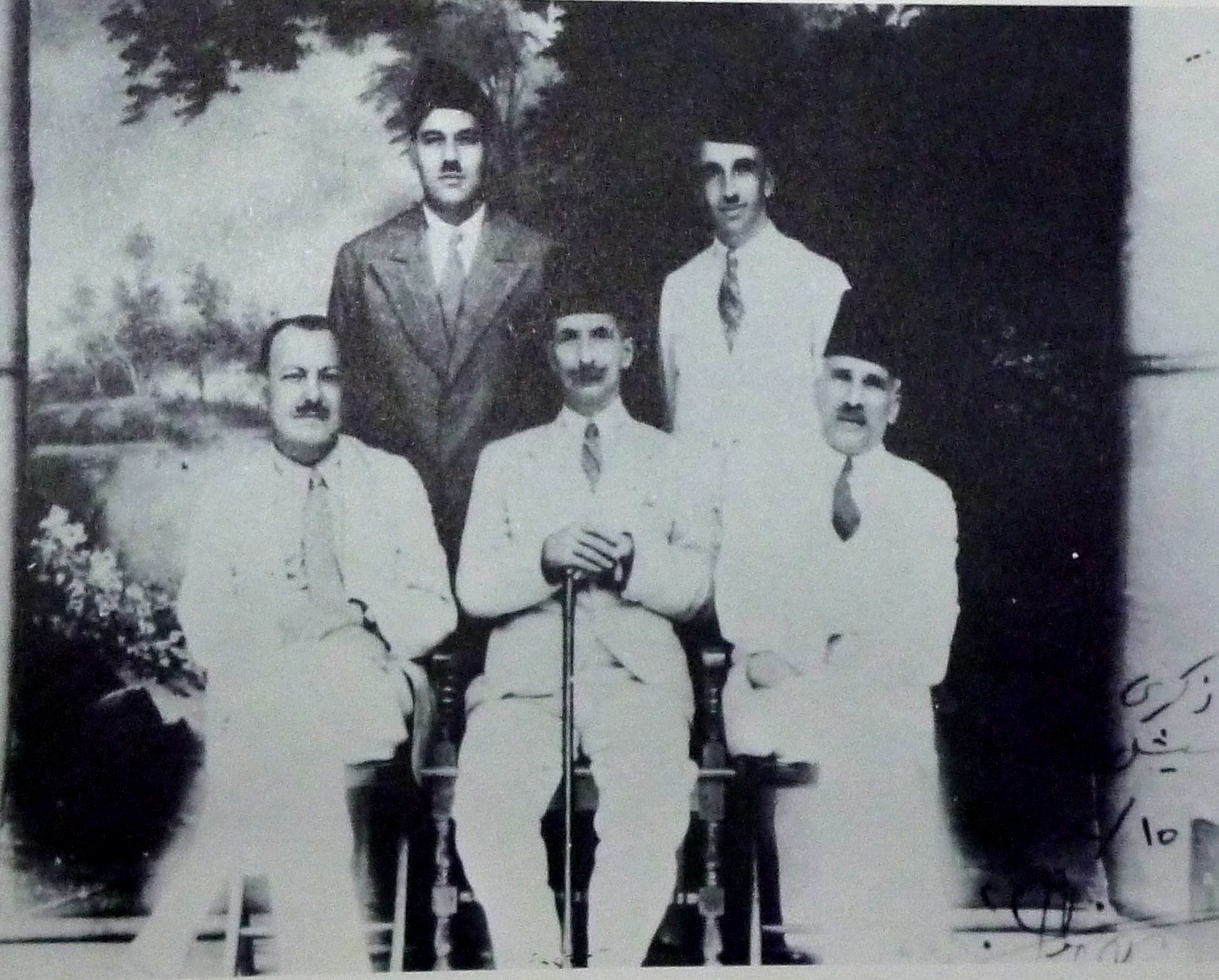
قادة اللجنة الوطنية العليا قبل إطلاق سراحهم من المنفى في سيشل، ديسمبر 1938. حسين الخالدي يجلس على اليسار فؤاد سابا واقفا على اليمين أحمد حلمي عبدالباقي على الوسط.

ورحب بعض القادة الفلسطينيين بالمؤتمر المقترح ولكنه سرعان ما أصبح واضحا انه لن يكون هناك اى بديل للتعامل مع اللجنة الوطنية العليا التي تم حلها والمفتى السابق للقدس امين الحسيني. وفي 23 نوفمبر، كرر وزير المستعمرات، مالكولم ماكدونالد، رفضه السماح لأمين الحسيني بأن يكون مندوبا، ولكنه أعلن استعداده للسماح للقادة الفلسطينيين الخمسة المحتجزين في سيشل بالمشاركة في المؤتمر. وكان ذلك جزءا من الاتفاق الذي تم التوصل إليه في لندن في أعقاب اجتماعات غير رسمية بين ماكدونالد وموسى العلمي لضمان وجود عربي فلسطيني في المؤتمر. وأكد ماكدونالد أيضا للعلمي أنه سيتم استبدال الانتداب بمعاهدة. أفرج عن المبعدين في 19 ديسمبر وسمح لهم بالسفر إلى القاهرة وبعد ذلك، مع جمال الحسيني، إلى بيروت حيث أنشئت لجنة وطنية عليا جديدة. ولم يكن أمين حسيني، الذي كان يعيش في بيروت، عضوا في الوفد الناتج عن ذلك، ولكنه كان تحت توجيهه. ويمكن أن ينظر إلى ذلك في رفض قبول أي مندوبين من حزب الدفاع الوطني. وقد أدت محاولات تشكيل بديل وأكثر تأييدا لبريطانيا وأقل متشددين إلى إضافة مندوبين آخرين من الحزب الديمقراطي الوطني إلى التمثيل الفلسطيني بعد بدء المؤتمر.
وكانت الأنظمة العربية الخمس المدعوة هي ممالك مصر، والعراق، والسعودية، واليمن، وإمارة شرق الأردن وكلها تحت تأثير الانتداب البريطاني. وقد كان لكل من مصر والعراق والسعودية دور فعال في إنهاء إضراب عام 1936.
وكان رد فعل الصهاينة سلبيا على المؤتمر المقترح وناقشوا ما إذا كان ينبغي لهم الحضور. ترأس وفدها حاييم وايزمان باسم الوكالة اليهودية. ولتأكيد مطالبته بتمثيل كل اليهود وبالتزامن مع وجود ممثلين عن الدول العربية، ضم الوفد أعضاء من الولايات المتحدة وأوروبا وبريطانيا وجنوب أفريقيا وفلسطين.
افتتح المؤتمر رئيس الوزراء نيفيل تشامبرلين في 7 فبراير 1939 في قصر سانت جيمس، لندن. ورفض الوفد العربي حضور أي جلسة مشتركة مع وفد الوكالة اليهودية لذلك كان هناك احتفلان. وكان ذلك بإصرار من المندوبين العرب الفلسطينيين. وكان أول احتفال للوفد العربي الساعة 10:30 صباحا، وكان الثاني لوفد الوكالة اليهودية في الساعة 11:45.

## الاجتماعات مع الوفد العربي
وترأس الوفد العربي الفلسطيني جمال الحسيني وتألف من عوني عبد الهادي، وحسين الخالدي، وألفرد روك، وموسى العلمي. ورافقهما جورج أنطونيوس وفؤاد سابا اللذان كانا للعمل كسكرتيرين. كان المندوب المصري كل من ماهر ماهر والعراق ممثلا برئيس وزرائه نوري السعيد. كان السعوديون ممثلين بالأمير فيصل والأمير خالد، ملوك السعودية في المستقبل.
وقد عقد المندوبون الفلسطينيون اجتماعات مع ممثلي الدول العربية في القاهرة اعتبارا من 17 يناير. وبالرغم من ضغوط المندوبين الاخرين رفضت المجموعة الفلسطينية ضم اى ممثلين من حزب الدفاع الوطني لراغب النشاشيبي. وأدت حملة للعنف بين المتمردين ومؤيدي الحزب الوطني إلى وفاة 136 شخصا في عام 1939. وقد زعم الحزب الدفاع الوطني انه يمثل اغلبية الطبقات العليا وطالب بتمثيله في مؤتمر لندن. وقال البريطانيون انه إذا لم يتم التوصل إلى اتفاق فانهم سيتحدثون إلى وفدين من العرب الفلسطينيين. وانضم راغب النشاشيبي ويعقوب فراج إلى الوفد العربي بعد يومين من حفل الافتتاح.
وعلى الرغم من أن المندوبين الفلسطينيين رفضوا إجراء أي اتصال مع وفد الوكالة اليهودية، فقد عقدت بعض الاجتماعات مع المندوبين العرب الآخرين (انظر أدناه).
قدم جمال الحسيني في 9 فبراير الموقف العربي:
- الاستقلال
- لا وطن قومي لليهود في فلسطين
- الاستعاضة عن الانتداب بموجب معاهدة
- نهاية لهجرة اليهود[23]

والمهمة الأولى التي حددها المؤتمر نفسها هي تحديد معنى سلسلة من الرسائل المكتوبة باللغة العربية خلال الفترة 1915-1916 بين الحكومة البريطانية وشريف مكة الحسين بن علي. المعروفة باسم مراسلات مكماهون، فإن لها الفضل في تشجيع الشريف حسين على الدعوة إلى ثورة عربية ضد الإمبراطورية العثمانية الحاكمة. وقد أنشئت لجنة من الأنجلو العربية، رئيسة لرئيس مجلس الوزراء، للنظر في المسألة. ونشرت للمرة الأولى نسخة رسمية من الرسائل. خلصت اللجنة إلى أنه تم التقليل من شأن المنظور العربي، وأنه اعتبارا من عام 1918، لم تكن للحكومة البريطانية أي سلطة لتجاهل آراء السكان الحاليين فيما يتعلق بما سيصبح فلسطين. لكن الجانبين لم يتفقا على المعنى الدقيق لبعض المراجع الإقليمية، ولا سيما ما إذا كانت «أجزاء من سوريا تمتد إلى الغرب من دمشق وحماة وحمص وحلب» تشمل فلسطين.
ومن بين الخيارات التي نوقشت مع الوفدين فكرة إنشاء كانتون يهودي كجزء من سوريا الكبرى، وسرعان ما رفض كلا الجانبين هذا الاقتراح.
وفي 6 مارس طار عضو في وزارة الخارجية المصرية من القاهرة إلى بيروت في محاولة للحصول على أمين حسيني للموافقة على التنازلات التي ينظر فيها الوفد. واصر حسينى على انهم يواصلون رفض المقترحات البريطانية.
وفي 17 مارس، وبعد أن حذر الوفد من ذلك في اليوم السابق، قرأ وزير الخارجية ماكدونالد بيانا قدم فيه عرضا موجزا للمقترحات البريطانية واختتم المؤتمر. وكانت هناك أربع عشرة دورة بريطانية-عربية. وقد نشرت المقترحات البريطانية بعد شهرين في ما أصبح يعرف باسم الكتاب الأبيض لعام 1939.

## اجتماعات مع وفد الوكالة اليهودية
وترأس وفد الوكالة اليهودية حاييم وايزمان، رئيس المنظمة الصهيونية العالمية، ولكنه كان ديفيد بن جوريون، زعيم الوكالة اليهودية، الذي هيمن على صنع القرار. وكان بن غوريون قد زعم أنه ينبغي للوفد أن يكون باسم الوكالة اليهودية بدلا من أن يطلق عليه اسم الوفد اليهودي. ولكن بما أنهم زعموا أنهم يمثلون جميع اليهود، فقد كان من بينهم بعض غير الصهاينة مثل شوليم آش واللورد ميلشت، وكذلك رئيس أغودايت يسرائيل. وكان الصهاينة من الأميركيين من بينهم الحاخام ستيفن وايز وهنرييتا سيزولد. وكان الصهاينة البريطانيون من بينهم سيليج برودسكي. علامة على قوة بن غوريون كانت نجاحه في حجب عضوية اللورد هربرت صموئيل من الوفد.
كما حضر الاجتماع موشيه شاريت، ودوريس ماي، وليونارد شتاين، وبيرل كاتزنيلسون، وبلانش دوجديل.
وشهد المؤتمر بن غوريون بأن يصبح المحرك الرئيسي لصنع السياسة الصهيونية. كما أنه رأى تغييرا في تفكيره تجاه ما وصفه «بالصهيونية المقاومة». وأعرب عن اعتقاده بأن الييشوف في فلسطين كانت قوية بما يكفي للدفاع عن نفسها. ومن بين السكان البالغ عددهم 440,000 نسمة، كان هناك 45,000 شخص مسلحين. وكانت أولويته هي أنه ينبغي مواصلة الهجرة وزيادتها. ولا سيما الشباب من الفئة العمرية العسكرية.
وبعد حفل الافتتاح، عقدت الاجتماعات برئاسة ماكدونالد. خفض عرض ويزمان لموقف الوكالة اليهودية إلى أربع نقاط:
- لا وضع الأقلية بالنسبة للجالية اليهودية في فلسطين
- الانتداب سيظل قائما
- الهجرة اليهودية تستمر تحكمها قدرة البلد على استيعاب الإيرادات
- الاستثمار للإسراع بالتنمية في فلسطين[34]

وأعرب الوفد عن استعداده لقبول تقسيم البلد، على النحو الذي أوصت به لجنة بيال، ولكنه على استعداد للاحتجاج. وقد أقنع زعيما اليهود الرئيسيين، تشاييم وايزمان وبن غوريون، المؤتمر الصهيوني بالموافقة على توصيات بيل الملتبسة كأساس لمزيد من المفاوضات.
وعلى الرغم من المقاطعة العربية الفلسطينية لأي لقاءات مع مندوبي الوكالة اليهودية، فقد عقدت بعض الاجتماعات مع المندوبين العرب. وفي مساء يوم 7 مارس، تمكن البريطانيون من عقد اجتماع غير رسمي بين ثلاثة من ديلايتيس العرب وأربعة من المندوبين اليهود مع ماكدونالد وثلاثة مسؤولين بريطانيين آخرين. وناشد المندوب المصري، آلى ماهر، تباطؤ الهجرة اليهودية ووضع حد للعنف. ورد وايزمان على ذلك بأنه قد يكون قادرا على إيجاد أرضية مشتركة لكنه قاطعه بن غوريون الذي أصر على أنه لا يمكن أن يكون هناك إبطاء. واختتم الاجتماع بعد ذلك بوقت قصير.
ما جرى في الجلسات المغلقة كان من الصعب الحفاظ عليه سرا وفي نقطة واحدة، كان وفد الوكالة اليهودية مستاء بسبب تقارير أدلى بها مكدونالد للوفد العربي والتي كان من المقرر أن تكون معادية للسامية.
وفي الاجتماع الذي عقد في 24 فبراير 1939، حدد بن غوريون الشروط الدنيا التي حددتها الوكالة اليهودية والتي كانت استمرارا للولاية ورفض أي شيء من شأنه أن يعني وضع الأقلية اليهودية. وفي نفس الاجتماع أعلن ماكدونالد الخطوط العريضة للسياسة البريطانية التي تنص على انه بعد فترة انتقالية ستصبح فلسطين دولة مستقلة متحالفة مع بريطانيا وان الاقلية اليهودية ستكون لها صفة الحماية. وفي 26 وفدا، تلقى كلا الوفدين موجزا خطيا لما كان مخططا له. وفي ذلك المساء، رفض وفد الوكالة اليهودية حضور حفل عشاء احتفالي للحكومة تكريما لهم. وفي 27 فبراير، نشرت صحيفة ماباي في فلسطين، دافار، برقية من بن غوريون: «هناك مخطط لتصفية البيت الوطني وتحويلنا إلى حكم زعماء العصابات». وفي اليوم نفسه، قتلت سلسلة منسقة من القنابل في جميع أنحاء فلسطين 38 عربيا. رفض الوفد عقد أي جلسات رسمية أخرى وقلل من مشاركته في الاجتماعات غير الرسمية التي تعقد في مكتب ماكدونالد.
وكان القديس جون فيلي، الذي كان حاضرا كمستشار للوفود السعودية، قد عقد غداء في منزله في 28 فبراير مع وايزمان وبن غوريون وفؤاد حمزة، مسؤول الشؤون الخارجية السعودي، الذي طرح فيه مقترحاته بنفسه. ولم تعقد أي اجتماعات أخرى على الرغم من أن فيلاديس قد أجرى مناقشات مع وايزمان وشيرتوك في وقت لاحق من هذا العام.
في 3 مارس بن غوريون فشل في الحصول على الوفد لحل الفرقة وتم الاتفاق على أنهم يجب أن يبقوا في لندن. في 4 مارس، أصيب بن غوريون بالمرض واضطر إلى الانسحاب لعدة أيام. بحلول 16 مارس، غادر العديد من المندوبين لندن.
في 17 مارس أرسل وايزمان رسالة إلى ماكدونالد: «إن الوفد اليهودي، بعد النظر بعمق في المقترحات التي عرضتها عليه حكومة جلالته في 15 مارس 1939، يأسف لعدم تمكنه من قبولها كأساس للاتفاق، ولذلك قرر حلها».

## النتيجة
وقبل يومين من نهاية المؤتمر بدأ جيش هتلر احتلاله لتشيكوسلوفاكيا.
وكانت المقترحات النهائية للأمين العام، التي نشرت في 17 مايو 1939، كما يلي:
- هناك حدود للهجرة اليهودية على مدى السنوات الخمس التالية التي سيتم بعدها تحديد عدد منها بالاتفاق مع العرب الفلسطينيين، وفرض قيود على ما يمكن ليهود البلاد شراء أراضيهم منه.
- إدخال الفلسطينيين، يهودا وعربا، تدريجيا في وظائف إدارية عليا.
- بعد فترة من عشر سنوات، سينقل البريطانيون جميع السلطات إلى حكومة تمثيلية.

وكانت هذه المقترحات مشروطة بإنهاء العنف في فلسطين. وإذا لم يتم التوصل بعد عشر سنوات إلى اتفاق بشأن شكل الحكومة فإن بريطانيا ستعيد النظر في الوضع.
وبعد مغادرة الوفود لندن، بذل البريطانيون محاولة أخرى للحصول على موافقة عربية باقتراح تسريع نقل السلطة، والمشروط بوضع حد للعنف، وإشراك عصبة الأمم إذا لم تكن الظروف المناسبة للاستقلال بعد 10 سنوات. في شهر مايو، أعلن وفد اللجنة الوطنية العليا رفضه للكتاب الأبيض، مع قيام أمين الحسيني بفرض القرار على أغلبية المندوبين الذين يؤيدون قبوله. وكان هذا خطأ تكتيكيا لم يساعد المجلس الوطني العربي بأي شكل من الأشكال. ويقترح أنه كان عليه أن يرفض التعامل مع البريطانيين من أجل الحفاظ على قيادته للمتمردين الفعلي في فلسطين.

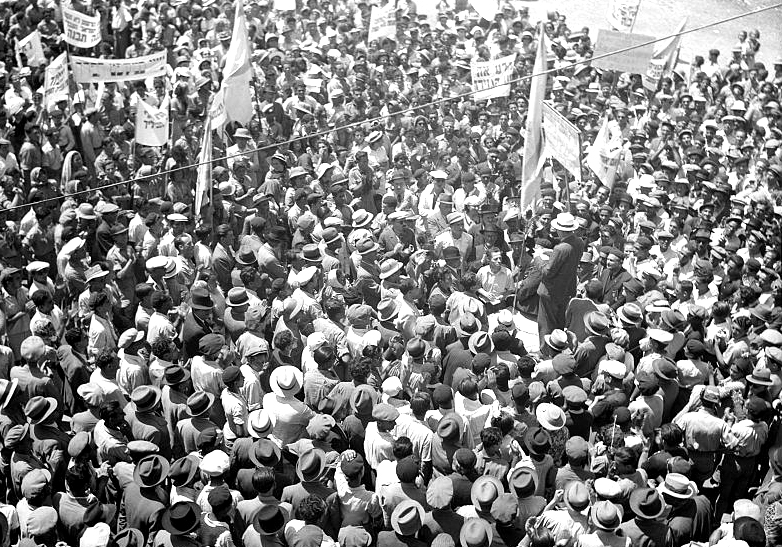
بن زفي يتناول تظاهرة مناهضة للكتاب الأبيض، القدس، 18 مايو 1939

وفي 17 أبريل، أعلن الهستدروت بدء حملة ضد هذه المقترحات. وفي الشهر الأول بعد اختتام المؤتمر دخل أكثر من 1700 مهاجر يهودى غير شرعى فلسطين. وفي 17 مايو، وللاحتفال بنشر الكتاب الأبيض، تم قطع أسلاك الهاتف ومهاجمة المكاتب الحكومية. كانت هناك أعمال شغب في القدس. واستمرت الهجمات اليهودية على العرب وممتلكات الحكومة خلال فصل الصيف. وادعت المنظمة اليهودية تحت الأرض، وهي مؤسسة عتزل، أنها قتلت أكثر من 130 شخصا خلال هذه الفترة. هناك أيضا زيادة في عدد المهاجرين غير الشرعيين، مع وصول 323 6 مهاجرا بين أبريل وأكتوبر، مما أدى إلى ارتفاع معدل البطالة بين اليهود.
وفي الأوساط الصهيونية، اتهم هربرت صموئيل بأنه مسؤول عن بعض الأفكار في الكتاب الأبيض.
كتب بن غوريون في مذكراته: «هذه ليست الكلمة الأخيرة». وادعى في وقت لاحق أن رئيس الوزراء، نيفيل تشامبرلين، قد أخبره صراحة بأن هذه السياسة لن تتفوق على الحرب.